# Booz Allen Hamilton
Booz Allen Hamilton är en amerikansk managementkonsultfirma. I verksamheten ingår utbildning, kommunikation, verksamhetsutveckling, IT-användning, systemutveckling, organisationsutveckling, modeller och simulering, programutveckling och affärsanalys.
Företaget arbetar ibland åt bland andra USA:s regering. Kritiska synpunkter har förekommit, bland annat eftersom vissa uppdrag är helt eller delvis militära.